# 高春艳
高春艳（1964年5月—），辽宁海城人，汉族，中华人民共和国园艺家。

## 生平
毕业于东北农业大学园艺专业，任牡丹江市穆棱市农业技术推广中心主任。加入中国共产党。2013年，被选为全国人大代表。2018年2月24日，当选为第十三届全国人大代表。因在脱贫攻坚战中作出突出贡献，2021年2月25日全国脱贫攻坚总结表彰大会上，高春艳被授予“全国脱贫攻坚先进个人”。 